# Tommy Karls
Tommy Karls (Nicopinga, Sudermânia, 13 de outubro de 1961) é um ex-canoísta sueco especialista em provas de velocidade.

## Carreira
Foi vencedor da medalha de prata em K-4 1000 m com os seus colegas de equipa Lars-Erik Moberg, Per-Inge Bengtsson e Thomas Ohlsson em Los Angeles 1984.